# Rasmus Emanuelsson
Rasmus Erik Emanuelsson, född 11 oktober 1991, är en svensk fotbollsmålvakt som spelar för IFK Aspudden-Tellus.

## Karriär
Emanuelssons moderklubb är IFK Aspudden-Tellus. Under hösten 2014 spelade han i Brommapojkarnas U21-lag och i december 2014 skrev han på ett kontrakt med A-laget. Emanuelsson debuterade för IF Brommapojkarna i Superettan den 30 juni 2015 i en 2–2-match mot Mjällby AIF, där han byttes in i den 35:e minuten mot skadade Davor Blazević. I april 2017 förlängde Emanuelsson sitt kontrakt med tre år. Efter säsongen 2019 lämnade han klubben.
Säsongen 2020 återvände Emanuelsson till IFK Aspudden-Tellus.